# ریچی کاستر
ریچی کاستر (انگلیسی: Ritchie Coster؛ زادهٔ ۱ ژوئیهٔ ۱۹۶۷) بازیگر اهل انگلستان است.

## بخشی از فیلمشناسی
از فیلم‌ها یا برنامه‌های تلویزیونی که وی در آن نقش داشته است می‌توان به آثار زیر اشاره کرد.
- طعمه (۲۰۰۰)
- ۱۵ دقیقه (۲۰۰۱)
- تاکسیدو (۲۰۰۲)
- سنتینل (فیلم ۲۰۰۶) (۲۰۰۶)
- گانگستر آمریکایی (۲۰۰۷)
- بایوشاک (۲۰۰۷)
- شوالیه تاریکی] (۲۰۰۸)
- شکارچی جایزه‌بگیر (۲۰۱۰)
- بلک‌هت (۲۰۱۵)
- کرید (۲۰۱۵)
- پنجره پشتی (۱۹۹۸)
- سکس و شهر (۲۰۰۰)
- جان آدامز (۲۰۰۸)
- سی‌اس‌آی (۲۰۰۸)
- مظنون (۲۰۱۱)
- فهرست سیاه (۲۰۱۳)
- تسلیم (۲۰۱۷)
- بعد از یانگ (۲۰۲۱)